# جيمس هورنر
جيمس هورنر (بالإنجليزية: James Horner)‏ (14 أغسطس 1953 – 22 يونيو 2015) ملحن أمريكي متخصص في موسيقى الأفلام، بدأ مسيرته الفنية عام 1978، من أشهر أعماله موسيقى الفيلم أمريكي الإنتاج تيتانيك وأفاتار للمخرج جيمز كاميرون، وقلب شجاع، وعقل جميل، وقناع زورو، والعدو على الأبواب، وجومانجي. يختص جيمس بمزجه بين الموسيقى السيمفونية الكلاسيكية، بالموسيقى الإلكترونية، والموسيقى الإيرلندية التقليدية.
حصل خلال مسيرته على جائزتي أوسكار وجائزتي غولدن غلوب، بالإضافة إلى 12 جائزة غرامي. توفي في 22 يونيو 2015 بعد أن تحطمت طائرته بالقرب من كاليفورنيا.

## نشأته وحياته
ولد هورنر في 14 أغسطس 1953 في لوس أنجلوس، كاليفورنيا، لأبوين يهوديين مهاجرين. وُلد والده، هاري هورنر، في هوليس، جمهورية التشيك، التي كانت آنذاك جزءًا من الإمبراطورية النمساوية المجرية. هاجر إلى الولايات المتحدة عام 1935 وعمل كمصمم ديكور ومدير فني. والدته، جوان روث (ولدت باسم: فرانكل)، ولدت لعائلة كندية. وهي شقيقة كريستوفر كاتب ومخرج أفلام وثائقية.
بدأ جيمس منذ سن الخامسة العزف على البيانو في لندن، وأتم دراساته العليا في جامعة كاليفورنيا، وأدخل العناصر الموسيقية الإلكترونية منذ بداية الثمانينات. كما استخدم موسيقى إيرلندية تقليدية لا سيما في فيلم قلب شجاع والأعداء المقربون.

## قائمة الجوائز

### الجوائز السينمائية
| الجائزة                    | السنة | اسم العمل                                                                                                  | الفئة                                     | النتيجة |
| -------------------------- | ----- | --- | ----------------------------------------- | ------- |
| جائزة الأوسكار             | 1986  | الغرباء من الفضاء                                                                                          | أفضل موسيقى تصويرية                       | رُشِّح     |
| جائزة الأوسكار             | 1986  | "Somewhere Out There" (from حكاية أمريكية; بالمشاركة مع Cynthia Weil and باري مان)                         | أفضل أغنية أصلية                          | رُشِّح     |
| جائزة الأوسكار             | 1989  | حقل الأحلام (فيلم)                                                                                         | أفضل موسيقى تصويرية                       | رُشِّح     |
| جائزة الأوسكار             | 1995  | أبوللو 13                                                                                                  | Best Original Dramatic Score              | رُشِّح     |
| جائزة الأوسكار             | 1995  | قلب شجاع (فيلم)                                                                                            | Best Original Dramatic Score              | رُشِّح     |
| جائزة الأوسكار             | 1997  | تيتانيك | Best Original Dramatic Score              | فوز     |
| جائزة الأوسكار             | 1997  | "قلبي سيستمر" (from تيتانيك; بالمشاركة مع ويل جينينغز)                                                     | Best Original Song                        | فوز     |
| جائزة الأوسكار             | 2001  | عقل جميل                                                                                                   | أفضل موسيقى تصويرية                       | رُشِّح     |
| جائزة الأوسكار             | 2003  | منزل الرمل والضباب                                                                                         | أفضل موسيقى تصويرية                       | رُشِّح     |
| جائزة الأوسكار             | 2009  | أفاتار | أفضل موسيقى تصويرية                       | رُشِّح     |
| جوائز بافاتا               | 1995  | قلب شجاع (فيلم)                                                                                            | جائزة البافتا لأفضل موسيقي أفلام          | رُشِّح     |
| جوائز بافاتا               | 1997  | تيتانيك | جائزة البافتا لأفضل موسيقي أفلام          | رُشِّح     |
| جوائز بافاتا               | 2009  | أفاتار | جائزة البافتا لأفضل موسيقي أفلام          | رُشِّح     |
| جمعية شيكاغو لنقاد السينما | 1997  | تيتانيك | Best Original Score                       | فوز     |
| جمعية شيكاغو لنقاد السينما | 2001  | عقل جميل                                                                                                   | Best Original Score                       | رُشِّح     |
| جمعية شيكاغو لنقاد السينما | 2009  | أفاتار | Best Original Score                       | رُشِّح     |
| جائزة غولدن غلوب           | 1986 ‏ | "Somewhere Out There" (from حكاية أمريكية; بالمشاركة مع Cynthia Weil and باري مان)                         | Best Original Song                        | رُشِّح     |
| جائزة غولدن غلوب           | 1989 ‏ | Glory | أفضل موسيقى تصويرية                       | رُشِّح     |
| جائزة غولدن غلوب           | 1991 ‏ | "حكاية أمريكية: فايفل يذهب إلى الغرب" (from حكاية أمريكية: فايفل يذهب إلى الغرب; بالمشاركة مع ويل جينينغز) | Best Original Song                        | رُشِّح     |
| جائزة غولدن غلوب           | 1994  | أساطير الخريف (فيلم)                                                                                       | أفضل موسيقى تصويرية                       | رُشِّح     |
| جائزة غولدن غلوب           | 1995  | قلب شجاع (فيلم)                                                                                            | أفضل موسيقى تصويرية                       | رُشِّح     |
| جائزة غولدن غلوب           | 1997  | تيتانيك | أفضل موسيقى تصويرية                       | فوز     |
| جائزة غولدن غلوب           | 1997  | "قلبي سيستمر" (from تيتانيك; بالمشاركة مع ويل جينينغز)                                                     | Best Original Song                        | فوز     |
| جائزة غولدن غلوب           | 2001  | عقل جميل                                                                                                   | أفضل موسيقى تصويرية                       | رُشِّح     |
| جائزة غولدن غلوب           | 2009  | أفاتار | أفضل موسيقى تصويرية                       | رُشِّح     |
| جائزة غولدن غلوب           | 2009  | "I See You" (from أفاتار; بالمشاركة مع كوك هاريل and سيمون فرانغلين ‏)                                      | Best Original Song                        | رُشِّح     |
| جائزة ستالايت              | 1997  | تيتانيك | جائزة ستالايت لأفضل موسيقى تصويرية أصلية ‏ | فوز     |
| جائزة ستالايت              | 1997  | "قلبي سيستمر" (from تيتانيك; بالمشاركة مع ويل جينينغز)                                                     | جائزة ساتالايت لأفضل أغنية أصيلة ‏         | فوز     |
| جائزة ستالايت              | 2001 ‏ | عقل جميل                                                                                                   | جائزة ستالايت لأفضل موسيقى تصويرية أصلية ‏ | رُشِّح     |
| جائزة ستالايت              | 2001 ‏ | "All Love Can Be" (from عقل جميل; بالمشاركة مع ويل جينينغز)                                                | جائزة ساتالايت لأفضل أغنية أصيلة ‏         | فوز     |
| جائزة ستالايت              | 2003  | The Missing                                                                                                | جائزة ستالايت لأفضل موسيقى تصويرية أصلية ‏ | رُشِّح     |
| جائزة زحل                  | 1983  | Brainstorm                                                                                                 | أفضل موسيقى                               | فوز     |
| جائزة زحل                  | 1983  | Krull | أفضل موسيقى                               | رُشِّح     |
| جائزة زحل                  | 1983  | Something Wicked This Way Comes                                                                            | أفضل موسيقى                               | رُشِّح     |
| جائزة زحل                  | 1985  | Cocoon | أفضل موسيقى                               | رُشِّح     |
| جائزة زحل                  | 1986  | حكاية أمريكية                                                                                              | أفضل موسيقى                               | رُشِّح     |
| جائزة زحل                  | 1989  | عزيزتي، لقد قلصت الأطفال                                                                                   | أفضل موسيقى                               | رُشِّح     |
| جائزة زحل                  | 1995  | قلب شجاع (فيلم)                                                                                            | أفضل موسيقى                               | رُشِّح     |
| جائزة زحل                  | 2000  | How the Grinch Stole Christmas                                                                             | أفضل موسيقى                               | فوز     |
| جائزة زحل                  | 2009  | أفاتار | أفضل موسيقى                               | فوز     |

## جوائز غرامي
حصل على 12 جائزة غرامي ومنها:
- 1988: An American Tail – Best Album of Original Instrumental Background Score Written for a Motion Picture or Television
- 1988: "Somewhere Out There" (من فيلم: An American Tail, Winner) – أغنية العام
- 1988: "Somewhere Out There" (من فيلم: An American Tail, Winner) – Best Song Written specifically For a Motion Picture or Television
- 1990: Field of Dreams – Best Album of Original Instrumental Background Score Written for a Motion Picture or Television
- 1991: Glory (Winner) – Best Instrumental Composition Written for a Motion Picture or for Television
- 1996: "Whatever You Imagine" (من فيلم: The Pagemaster) – Best Song Written specifically For a Motion Picture or Television
- 1999: "My Heart Will Go On" (من فيلم: تيتانيك، Winner) – Record of The Year
- 1999: "My Heart Will Go On" (من فيلم: تيتانيك، Winner) – أغنية العام
- 1999: "My Heart Will Go On" (من فيلم: تيتانيك، Winner) – Best Song Written For A Motion Picture or for Television
- 2003: A Beautiful Mind – Best Score Soundtrack Album for Motion Picture, Television or Other Visual Media
- 2011: أفاتار – Best Score Soundtrack Album for Motion Picture, Television or Other Visual Media
- 2011: "I See You" (من فيلم: أفاتار) – Best Song Written For A Motion Picture, Television or Other Visual Media

## وفاته
توفي جيمس هورنز في 22 يونيو 2015، عن عمر يناهز 61 عاماً، في حادث تحطم طائرة في حديقة لوس بادريس الوطنية إلى الشمال من لوس أنجلوس، ونشب حريق هائل إثر السقوط وقالت سلطات المطافئ المحلية إن الطائرة تحطمت وأنه لا يوجد ناجون. ولم يعرف على الفور سبب تحطم الطائرة.

## وصلات خارجية
- جيمس هورنر على موقع IMDb (الإنجليزية)
- جيمس هورنر على موقع ألو سيني (الفرنسية)
- جيمس هورنر على موقع ميوزك برينز (الإنجليزية)
- جيمس هورنر على موقع أول موفي (الإنجليزية)
- جيمس هورنر على موقع بوكس أوفيس موجو (الإنجليزية)
- جيمس هورنر على موقع قاعدة بيانات الأفلام السويدية (السويدية)
- جيمس هورنر على موقع إن إن دي بي (الإنجليزية)
- جيمس هورنر على موقع أول ميوزيك (الإنجليزية)
- جيمس هورنر على موقع ديسكوغز (الإنجليزية)
- جيمس هورنر على موقع قاعدة بيانات الفيلم (الإنجليزية)